# کاراحمزه‌لی (کوزان)
کاراحمزه‌لی (به ترکی استانبولی: Karahamzalı) یک منطقهٔ مسکونی در ترکیه است که در قوزان (ترکیه) واقع شده‌است.